# Megapente (figlio di Preto)
Megapente (in greco antico Μεγαπένθης Megapènthēs) è un personaggio della mitologia greca. Figlio di Preto, secondo una fonte era fratello di Perseo. Fu re di Tirinto e Micene e re di Argo.

## Mitologia
Padre di una femmina (Ifianira) e dei due maschi Anassagora ed Argeo, fu dapprima re di Tirinto e Micene ed in seguito divenne re di Argo dopo aver scambiato i troni con Perseo.